# Spermargarita
Spermargarita (スペルマルガリィタ?) es un EP publicado por The Gazette el 30 de julio de 2003.
Las canciones de este EP aparecen en el Álbum recopilatorio Dainihon Itangeishateki Noumiso Gyaku Kaiten Zekkyou Ongenshuu, junto con las canciones de Akuyuukai y Cockayne Soup. 

## Lista de canciones
1. "Linda ~Candydive Pinky Heaven~" – 4:17
2. "Black Spangle Gang" (ブラックスパンコール ギャング) – 4:06
3. "Wakaremichi" (別れ道) – 5:22
4. "☆Best Friends☆" – 4:20

Toda la música por Gazette. Todas las letra por Ruki.